# Меланофор
Меланофор (від англ. melanophore) — пігментна клітина, яка містить гранули з пігментом меланіном. Меланофор відрізняється від меланоцитів тим, що здатний переміщати гранули з пігментом (меланосоми) по клітині. Меланофори трапляються у риб, амфібій і рептилій. Спільно з ірідофорами і ксантофорами формують дермальную одиницю. Меланофори можуть бути іннервіровані (риби, рептилії) і неіннервіровані (амфібії), в залежності від цього реакції агрегації / дисперсії пігменту можуть проходити або швидко (5-10 хв), або повільно (50-80 хв) відповідно. Меланофори беруть участь у формуванні забарвлення у тварин.
Меланофори чутливі до гуморальних гормонів: меланоцит-стимулюючому гормону і мелатоніну. При впливі першого меланофор розподіляє пігмент по всій клітині (дисперсія), а в результаті дії мелатоніну — збирає пігмент в центрі клітини (агрегація).